# 회기동
회기동(回基洞)은 서울특별시의 동대문구에 위치한 동의 명칭이다.

## 개요
회기동은 동쪽과 남쪽의 청량리동, 서쪽의 휘경동, 서쪽의 이문동과 접해 있다. 조선시대 연산군의 생모 폐비 윤씨의 묘인 회묘(懷墓)가 있어 동 이름이 유래하였다. 회묘는 지금의 경희여자중고교 자리에 있다가, 1967년 경희대학교가 옮겨오면서 경기도 고양시 서삼릉으로 이장되었다.

## 법정동
- 회기동

## 교육
- 삼육초등학교
- 청량초등학교
- 홍릉초등학교
- 경희여자중학교
- 경희여자고등학교
- 경희대학교

## 같이 보기
- 대한민국의 행정 구역